# Neuregulina
Le neureguline sono ligandi di recettori transmembrana espressi sulla superficie cellulare per l'attivazione di determinate vie di segnalazione intracellulare. Si tratta di proteine coinvolte nei meccanismi di crescita e differenziamento cellulare. Una loro malfunzione può essere correlata allo sviluppo di tumori.